# Жемалетдинов, Рифат Маратович
Рифа́т Мара́тович Жемалетди́нов (род. 20 сентября 1996, Москва) — российский футболист, полузащитник. Чемпион Европы в возрастной категории до 17 лет.

## Клубная карьера
Воспитанник футбольной школы московского «Локомотива», первым тренером форварда был Виктор Фёдорович Артюхов. В основном составе «железнодорожников» Жемалетдинов дебютировал на зимнем сборе команды в Португалии 7 февраля 2016 года, выйдя на поле в матче за третье место в турнире Atlantic Cup. В этом матче «Локомотив» уступил датскому «Орхусу» — 1:2. Официальный сайт «Локомотива» отметил, что Рифат выделялся на поле во втором тайме и создал несколько голевых моментов, а единственный гол команды был забит Алексеем Миранчуком с пенальти, назначенного за фол на Жемалетдинове. Дебют в официальном матче состоялся двумя неделями позже, в ответной игре 1/16 финала Лиги Европы с турецким «Фенербахче». Матч завершился вничью 1:1, и «Локомотив» не смог выйти в следующую стадию турнира, а Жемалетдинов вышел на поле на 81-й минуте матча при счёте 1:0 в пользу «Локомотива», заменив Алана Касаева, и уже на следующей минуте получил жёлтую карточку.
В РФПЛ дебютировал 30 апреля 2016 в матче 26 тура против «Спартака», заменив на 76 минуте Алана Касаева. В 28 туре в матче против «Кубани» начал встречу в основном составе.
Своим сильным качеством Жемалетдинов считает скоростной дриблинг.
21 мая 2016 года забил первые два гола в чемпионате в матче 30-го тура против «Мордовии» (3:0).
4 июля 2016 года подписал контракт с казанским «Рубином».
24 июня 2018 года вернулся в «Локомотив». 29 мая 2024 года «Локомотив» объявил об уходе Жемалетдинова из клуба.
9 июля 2024 года на правах свободного агента перешёл в московский ЦСКА. 20 июля в матче первого тура чемпионата России против «Ростова» (0:0) дебютировал за «армейцев», выйдя на замену во втором тайме. 27 июля в матче чемпионата России против «Пари НН» он отметился первым результативным действием за ЦСКА, отдав голевую передачу на Тамерлана Мусаева. 21 сентября 2024 года в матче 9-го тура чемпионата России против «Рубина» Жемалетдинов забил дебютный мяч за ЦСКА. 25 июня 2025 года покинул клуб.

## Карьера в сборной
За юношескую сборную 1996 года рождения дебютировал в 2011 году в товарищеском матче. В 2012 году в её составе принял участие на Мемориале имени Виктора Банникова, провёл четыре матча и забил один гол. На Мемориале сборная заняла второе место, в финале уступив по пенальти сборной Украины. В составе юношеской сборной России до 17 лет принял участие на юношеский чемпионат Европы 2013. В первой же встрече поразил ворота Украины. На этом турнире Жемалетдинов принял участие во всех пяти встречах, в основном выходил на замену. Его сборная стала чемпионом Европы.
30 сентября 2019 года впервые был вызван в основную сборную, на матчи отборочного турнира Евро-2020 против Шотландии и Кипра.
Дебютировал за основную сборную 24 марта 2021 года в матче отборочного турнира чемпионата мира 2022 против сборной Мальты (3:1), выйдя на поле во втором тайме, получил жёлтую карточку.
Участник чемпионата Европы 2020, прошедшего в 2021 году.
Первый гол забил 4 сентября 2021 года в гостевом поединке против сборной Кипра (2:0).

## Личная жизнь
Своим любимым городом называет Москву, любимым клубом после московского «Локомотива» — «Реал», любимым видом спорта после футбола — хоккей. Его хобби — рыбалка. Себя считает интровертом, но подчёркивает, что преображается, выходя на поле.

## Достижения
Локомотив (Москва)
- Обладатель Кубка России (2): 2018/19, 2020/21
- Серебряный призёр чемпионата России: 2018/19, 2019/20
- Бронзовый призёр чемпионата России: 2020/21
- Обладатель Суперкубка России: 2019

ЦСКА
- Обладатель Кубка России: 2024/25
- Бронзовый призёр чемпионата России: 2024/25

Сборная России
- Победитель чемпионата Европы (до 17 лет): 2013
- Серебряный призёр чемпионата Европы (до 19 лет): 2015

## Статистика

### Клубная
| Клуб                          | Сезон                         | Лига | Лига | Кубки | Кубки | Еврокубки | Еврокубки | Итого | Итого |
| Клуб                          | Сезон                         | Игры | Голы | Игры  | Голы  | Игры      | Голы      | Игры  | Голы  |
| ----------------------------- | ----------------------------- | ---- | ---- | ----- | ----- | --------- | --------- | ----- | ----- |
| Локомотив (Москва)            | 2015/16                       | 5    | 2    | 0     | 0     | 1         | 0         | 6     | 2     |
| Локомотив (Москва)            | Итого                         | 5    | 2    | 0     | 0     | 1         | 0         | 6     | 2     |
| Рубин                         | 2016/17                       | 23   | 0    | 3     | 0     | —         | —         | 26    | 0     |
| Рубин                         | 2017/18                       | 21   | 2    | 2     | 1     | —         | —         | 23    | 3     |
| Рубин                         | Итого                         | 44   | 2    | 5     | 1     | —         | —         | 49    | 3     |
| Локомотив (Москва)            | 2018/19                       | 13   | 1    | 7     | 1     | 2         | 0         | 22    | 2     |
| Локомотив (Москва)            | 2019/20                       | 23   | 2    | 1     | 0     | 5         | 0         | 29    | 2     |
| Локомотив (Москва)            | 2020/21                       | 22   | 3    | 5     | 0     | 3         | 0         | 30    | 3     |
| Локомотив (Москва)            | 2021/22                       | 24   | 9    | 2     | 0     | 4         | 0         | 30    | 9     |
| Локомотив (Москва)            | 2022/23                       | 11   | 0    | 1     | 0     | —         | —         | 12    | 0     |
| Локомотив (Москва)            | 2023/24                       | 20   | 5    | 6     | 0     | —         | —         | 26    | 5     |
| Локомотив (Москва)            | Итого                         | 113  | 20   | 22    | 1     | 14        | 0         | 149   | 21    |
| Всего за «Локомотив» (Москва) | Всего за «Локомотив» (Москва) | 118  | 22   | 22    | 1     | 15        | 0         | 155   | 23    |
| ЦСКА (Москва)                 | 2024/25                       | 24   | 2    | 5     | 0     | —         | —         | 29    | 2     |
| ЦСКА (Москва)                 | Итого                         | 24   | 3    | 5     | 0     | 0         | 0         | 29    | 2     |
| Всего за карьеру              | Всего за карьеру              | 186  | 26   | 32    | 2     | 15        | 0         | 233   | 28    |

### В сборной
| Россия | Россия | Россия |
| Год    | Игры   | Голы   |
| ------ | ------ | ------ |
| 2021   | 9      | 1      |
| Всего  | 9      | 1      |

| Матчи и голы Жемалетдинова за сборную России | Матчи и голы Жемалетдинова за сборную России | Матчи и голы Жемалетдинова за сборную России | Матчи и голы Жемалетдинова за сборную России | Матчи и голы Жемалетдинова за сборную России | Матчи и голы Жемалетдинова за сборную России |
| №                                            | Дата                                         | Оппонент                                     | Счёт                                         | Голы                                         | Турнир                                       |
| -------------------------------------------- | -------------------------------------------- | -------------------------------------------- | -------------------------------------------- | -------------------------------------------- | -------------------------------------------- |
| 1                                            | 24 марта 2021                                | Мальта                                       | 3:1                                          | —                                            | Отборочные матчи ЧМ-2022                     |
| 2                                            | 27 марта 2021                                | Словения                                     | 2:1                                          | —                                            | Отборочные матчи ЧМ-2022                     |
| 3                                            | 30 марта 2021                                | Словакия                                     | 1:2                                          | —                                            | Отборочные матчи ЧМ-2022                     |
| 4                                            | 1 июня 2021                                  | Польша                                       | 1:1                                          | —                                            | Товарищеский матч                            |
| 5                                            | 16 июня 2021                                 | Финляндия                                    | 1:0                                          | —                                            | Финальные матчи ЧЕ-2020                      |
| 6                                            | 21 июня 2021                                 | Дания                                        | 1:4                                          | —                                            | Финальные матчи ЧЕ-2020                      |
| 7                                            | 4 сентября 2021                              | Кипр                                         | 2:0                                          | 1                                            | Отборочные матчи ЧМ-2022                     |
| 8                                            | 7 сентября 2021                              | Мальта                                       | 2:0                                          | —                                            | Отборочные матчи ЧМ-2022                     |
| 9                                            | 8 октября 2021                               | Словакия                                     | 1:0                                          | —                                            | Отборочные матчи ЧМ-2022                     |

Итого: 9 матчей / 1 гол; 6 побед, 1 ничья, 2 поражения.